# Campionato italiano maschile di pallanuoto 1928
Il campionato italiano 1928 è stata la 12ª edizione della massima serie, ed allora unica, del campionato italiano maschile di pallanuoto. Le squadre partecipanti affrontarono inizialmente una fase a gironi, per poi disputare il girone finale a Milano il 19 e il 20 settembre 1928.

## Finali
|  |    | Classifica finale 1928 | Pt | G | V | N | P | GF | GS | DR |
|  | -- | ---------------------- | -- | - | - | - | - | -- | -- | -- |
|  | 1. | Andrea Doria           | 5  | 3 | 2 | 1 | 0 | 5  | 1  | +4 |
|  | 2. | Mameli                 | 4  | 3 | 1 | 2 | 0 | 5  | 2  | +3 |
|  | 3. | Triestina              | 3  | 3 | 1 | 1 | 1 | 5  | 6  | -1 |
|  | 4. | 138ª Legione           | 0  | 3 | 0 | 0 | 3 | 0  | 6  | -6 |

## Verdetti
- Andrea Doria Campione d'Italia 1928